# Somlár Zsigmond
Somlár Zsigmond, született Stein Zsigmond (Budapest, 1875. június 1. – Budapest, 1943. február 13.) színész.

## Életútja
Stein Lipót kovácsmester és Tottis Terézia fia. Gimnáziumi tanulmányai befejeztével a bécsi konzervatóriumban Joseph Lewinsky növendéke volt, majd a Színművészeti Akadémián és Rákosi Szidi színiiskolájában tanult. Első szerződése Leszkay Andrásnál volt Nagyváradon. Innen Pozsonyba szerződött Relle Ivánhoz, majd Pécs, Szatmár, Miskolc városok színházaiban működött. Játszott a Városligeti Színkörben (1900–1901), a Thália Társaságnál (1905–1907), a Bonbonnière Cabaretban (1907–1908) majd a Kamarajátékokban (1910–1911). 1911–14-ben Pécsett, 1915-től a Modern Színpadon, 1924-ig pedig az Andrássy úti és a Belvárosi Színházban szerepelt. 1916-ban az Érdekes Kabaréban láthatta a közönség, majd 1924-25-ben fellépett a Magyar Színházban. 1920-ban egy darabig az Új Színház vezetője volt, majd 1925 őszén a Művész Színpad élére került. 1928–29-ben a Városi Színházban működött mint súgó, ezután 1929 és 1931 között a Bethlen téri Színpadon játszott. 1931–32-ben az Új Színpadon lépett fel, 1940-től a zsidótörvények miatt már csak az OMIKE Művészakciójában szerepelhetett.
Tagja volt az úttörő Thália-társaságnak, ahol Relling orvost (Vadkacsa) és Lukát (Éjjeli menedékhely) formálta meg. Tagja volt az Unió színházainak is (Belvárosi Színház) és a Buta emberben, valamint a Gazdag leányban voltak sikerei. Imre Sándorral együtt 1920-ban Új Színház címen színházi vállalatot alapított, melynél Gerhart Hauptmann Téli balladája aratott irodalmi sikert. Mint rendező és színházi szakíró is eredményesen működött.
Kétszer kötött házasságot. Első felesége 1902–1920 között Neuvohner Sámuel és Groszman Pepi lánya, Gizella volt. 1929. december 22-én Budapesten, a Terézvárosban nőül vette Dula Lilla Margitot (1891–1969).

## Színpadi művei
- A quartett (társszerző: Gellért Lajos), szatirikus vígjáték
- Szegény angyalok, színmű (társszerzők: Gellért Lajos és Tarkeövy István), színre került az Új Színházban, több mint 25 előadásban.

## Fontosabb szerepei
- Luka (Gorkij: Éjjeli menedékhely)
- Lengyel (Szenes Béla: A gazdag lány)
- Doktor (Lestyán Sándor: Ezen üzlet megszűnik)
- Lucifer
- Mephisto
- Shylock (Shakespeare: A velencei kalmár)
- Jágó (Shakespeare: Othello)
- Molière: A fösvény
- Molière: Képzelt beteg

## Főbb rendezése
- Csehov: Leánykérés